# Остіофолікуліт
Остіофолікуліт (ostiofolliculitis) — гостре запалення вічка волосяного фолікула. Розвивається переважно на обличчі, голові та розгинальних поверхнях кінцівок. Висипи бувають у вигляді фолікулярних пустул, що мають розмір від головки шпильки до горошини, у центрі простромлені волосиною. Краї пустул оточені запаленим віночком рожево-червоного кольору. Через кілька днів пустули зсихаються, утворюючи жовтуваті кірочки, після відпадання яких може лишитися тимчасова гіперпігментація. Належить до групи піодермій.
| захворювання | Це незавершена стаття про хворобу, синдром або розлад. Ви можете допомогти проєкту, виправивши або дописавши її. |